# Курганинское городское поселение
Курганинское городское поселение — муниципальное образование в составе Курганинского района Краснодарского края России. 
Административный центр — город Курганинск.
В рамках административно-территориального устройства Краснодарского края городскому поселению соответствует город районного значения с подчинёнными ему двумя сельскими населёнными пунктами.

## Население
| 2010    | 2012    | 2013    | 2014    | 2015    | 2016    | 2017    |
| ------- | ------- | ------- | ------- | ------- | ------- | ------- |
| 49 347  | ↗49 600 | ↗49 802 | ↗49 999 | ↗50 515 | ↘50 496 | ↘50 456 |
| 2018    | 2019    | 2020    | 2021    | 2023    |         |         |
| ↘50 162 | ↘49 883 | ↘49 634 | ↘48 790 | ↘47 852 |         |         |

## Населённые пункты
В состав городского поселения входят 3 населённых пункта:
| № | Населённый пункт | Тип населённого пункта | Население |
| - | ---------------- | ---------------------- | --------- |
| 1 | Курганинск       | город                  | ↘46 089   |
| 2 | Красное Поле     | посёлок                | ↘737      |
| 3 | Свобода          | хутор                  | ↘640      |